# Scorzonera tadshikorum
Scorzonera tadshikorum là một loài thực vật có hoa trong họ Cúc. Loài này được Krasch. & Lipsch. miêu tả khoa học đầu tiên năm 1935.